# Morengo
Morengo (lombardul: Morèngh) település Olaszországban, Lombardia régióban, Bergamo megyében. Lakosainak száma 2488 fő (2023. január 1.). Morengo Martinengo, Bariano, Caravaggio, Cologno al Serio, Romano di Lombardia, Brignano Gera d’Adda és Pagazzano községekkel határos.

## Népesség
A település lakossága az elmúlt években az alábbi módon változott:
| Lakosok száma | 2529 | 2535 | 2488 |
|               | 2017 | 2018 | 2023 |